# Seznam romunskih smučarskih tekačev
Seznam romunskih tekačev na smučeh.

## G
- Mónika György

## H
- Petrică Hogiu

## P
- Paul Constantin Pepene
- Florin Daniel Pripici

## S
- Timea Sara